# 666: The Child
666: The Child is een Amerikaanse film uit 2006 van The Asylum met Adam Vincent.

## Verhaal
Op mysterieuze wijze overleeft een jongen een vliegtuigcrash. Maar het kinderloze koppel dat hem adopteert komt er al snel achter dat dit geen hulpeloos kind is. Iedereen die het pad van de kleine Donald kruist zal dat met de dood bekopen.

## Rolverdeling
| Acteur         | Personage    |
| -------------- | ------------ |
| Adam Vincent   | Scott Lawson |
| Booboo Stewart | Donald       |
| Sarah Lieving  | Erika Lawson |
| Rodney Bowman  | Tony         |
| Nora J. Novak  | Lucy Fir     |